# Monday Merotohun
Monday Merotohun (Ado Odo (Ogun), 2 november 1977) is een Nigeriaans tafeltennisser die van 2006 tot en met 2007 als kopman voor de Nederlandse eredivisionist FVT speelde. Hij kon in Rotterdam zijn voorganger en landgenoot Segun Toriola niet doen vergeten en werd evenals zijn teamgenoten Qi Xiao Feng en Jos Verhulst in de najaarscompetitie '07 vervangen door Danny Heister, Michel de Boer en Barry Wijers.
Merotohuns hoogste ranking op de wereldranglijst van de ITTF was de 184e plaats, in augustus 2002. Hij won samen met Toriola goud in het dubbelspeltoernooi op zowel de Gemenebestspelen 2006 als de African Games 2007. In 2003 schreef Merotohun het enkelspeltoernooi van de Afrika Cup op zijn naam. De Nigeriaan plaatste zich voor de Olympische Zomerspelen 2004 en die van 2008.
Merotohun kwam in competitieverband verder uit voor onder meer AS TT Sport Club Etna Riposto (Ita) en vanaf 2009/10 voor Argentan Bayard in de Franse Pro B (tweede divisie).

## Erelijst
Enkelspel:
- Afrika Cup 2003

Dubbelspel:
- Winnaar African Games 2003 (met Segun Toriola)
- Winnaar African Games 2007 (met Segun Toriola)
- Winnaar Gemenebestspelen 2006 (met Segun Toriola)
- Winnaar Gemenebest Kampioenschappen 2007 (met Kazeem Nosiru Ekundayo)

Gemengd dubbel
- Winnaar African Games 2003 (met Olufunke Oshonaike)